# Campeonato Femenino de la SAFF 2019
El Campeonato Femenino de la SAFF 2019 fue la 5ª edición del Campeonato femenino de la SAFF. El torneo se jugó en Nepal del 12 al 22 de marzo de 2019 con participación de 6 seleccionados nacionales femeninos miembros de la SAFF.

## Participantes
| País              | Participaciones | Mejor desempeño                      | Rankinf FIFA Diciembre de 2018 |
| ----------------- | --------------- | ------------------------------------ | ------------------------------ |
| India             | 5               | Campeón (2010, 2012, 2014, 2016)     | 62                             |
| Nepal (anfitrión) | 5               | Subcampeón ([2010, 2012, 2014)       | 108                            |
| Bangladés         | 5               | Subcampeón (2016)                    | 125                            |
| Maldivas          | 5               | Semifinalista (2016)                 | 132                            |
| Sri Lanka         | 5               | Semifinalista (2012, 2014)           | n/a                            |
| Bután             | 5               | Fase de grupos (2010,2012,2014,2016) | n/a                            |

## Primera ronda

### Grupo A
| País      | PJ | PG | PE | PP | GF | GC | Dif. | PTS |
| --------- | -- | -- | -- | -- | -- | -- | ---- | --- |
| Nepal     | 2  | 2  | 0  | 0  | 6  | 0  | +6   | 6   |
| Bangladés | 2  | 1  | 0  | 1  | 2  | 3  | −1   | 3   |
| Bután     | 2  | 0  | 0  | 2  | 0  | 5  | −5   | 0   |

| 12 de marzo de 2019 | Nepal                                | 3-0     | Bután | Sahid Rangsala, Biratnagar                                |                                                           |
| 15:00               | Manjali 13' · Sabitra 16' · Niru 54' | Reporte |       | Asistencia: 2.798 espectadores Árbitro(s): Mizanur Rahman | Asistencia: 2.798 espectadores Árbitro(s): Mizanur Rahman |

| 14 de marzo de 2019 | Bután | 0-2     | Bangladés                             | Sahid Rangsala, Biratnagar                                  |                                                             |
| 15:00               |       | Reporte | Mishrat Jahan 47' · Sabina Khatun 85' | Asistencia: 2.379 espectadores Árbitro(s): Ashish Chowdhury | Asistencia: 2.379 espectadores Árbitro(s): Ashish Chowdhury |

| 16 de marzo de 2019 | Bangladés | 0-3     | Nepal                                        | Sahid Rangsala, Biratnagar                                    |                                                               |
| 15:00               |           | Reporte | Pravin 6' (a.g.) · Sabitra 23' · Manjali 28' | Asistencia: 4.687 espectadores Árbitro(s): Sanjay Chakrabarty | Asistencia: 4.687 espectadores Árbitro(s): Sanjay Chakrabarty |

### Grupo B
| País      | PJ | PG | PE | PP | GF | GC | Dif. | PTS |
| --------- | -- | -- | -- | -- | -- | -- | ---- | --- |
| India     | 2  | 2  | 0  | 0  | 11 | 0  | +11  | 6   |
| Sri Lanka | 2  | 1  | 0  | 1  | 2  | 5  | −3   | 3   |
| Maldivas  | 2  | 0  | 0  | 2  | 0  | 8  | −8   | 0   |

| 13 de marzo de 2019 | India                                                                    | 6-0     | Maldivas | Sahid Rangsala, Biratnagar                                   |                                                              |
| 15:00               | Grace 8' · Sweety 13' · Sanju 27', 89' · Indumathi 23' · Ratanbala 45+4' | Reporte |          | Asistencia: 1.813 espectadores Árbitro(s): Ashmita Manandhar | Asistencia: 1.813 espectadores Árbitro(s): Ashmita Manandhar |

| 15 de marzo de 2019 | Maldivas | 0-2     | Sri Lanka        | Sahid Rangsala, Biratnagar                              |                                                         |
| 15:00               |          | Reporte | Chalini 40', 50' | Asistencia: 1.464 espectadores Árbitro(s): Dulal Mridha | Asistencia: 1.464 espectadores Árbitro(s): Dulal Mridha |

| 17 de marzo de 2019 | Sri Lanka | 0-5     | India                                                                | Sahid Rangsala, Biratnagar                                |                                                           |
| 15:00               |           | Reporte | Grace 4' · Sandhiya 7' · Indumathi 36' · Sangita 45' · Ratanbala 47' | Asistencia: 1.684 espectadores Árbitro(s): Mizanur Rahman | Asistencia: 1.684 espectadores Árbitro(s): Mizanur Rahman |

## Fase final

### Semifinales
| 20 de marzo de 2019 | Nepal                                            | 4-0 | Sri Lanka | Sahid Rangsala, Biratnagar                          |                                                     |
| 11:00               | Magar 42' · Anita 73' · Bhandari 82' · Rekha 86' |     |           | Asistencia: 4.112 espectadores Árbitro(s): P. Singh | Asistencia: 4.112 espectadores Árbitro(s): P. Singh |

| 20 de marzo de 2019 | India                                           | 4-0     | Bangladés | Sahid Rangsala, Biratnagar                                |                                                           |
| 15:00               | Dalima 18' · Indumathi 22', 37' · Manisha 93+3' | Reporte |           | Asistencia: 1.263 espectadores Árbitro(s): Mohommed Nizam | Asistencia: 1.263 espectadores Árbitro(s): Mohommed Nizam |

### Final
| 22 de marzo de 2019 | Nepal                | 1-3 | India                                                     | Sahid Rangsala, Biratnagar                                       |                                                                  |
| 15:00               | Sabitra Bhandari 33' |     | Dalima Chhibber 26' · Dangmei Grace 63' · Anju Tamang 78' | Asistencia: 10.000 espectadores Árbitro(s): Mohammed Manir Dhali | Asistencia: 10.000 espectadores Árbitro(s): Mohammed Manir Dhali |

## Campeón
| Campeonato Femenino de la SAFF 2019 |
| ----------------------------------- |
| Bandera de la India                 |
| India 5º Título                     |

## Goleadoras
| 4 goles - Indumathi Kathiresan - Sabitra Bhandari | 3 goles Dangmei Grace | 2 goles - Dalima Chhibber - Sanju Yadav - Nongmaithem Ratanbala Devi - Manjali Kumari Yonjan - Chalani Kumari Ekanayake |